# Coyote en ayuno
Coyote en ayuno, también conocido como Coyote hambriento y Cabeza de coyote, es una escultura de acero al aire libre del artista monumental de arte abstracto Enrique «Sebastián» Carbajal, instalada en un rotonda en la intersección de la avenida Adolfo López Mateos y la avenida Pantitlán, en el municipio de Nezahualcóyotl, Estado de México. La escultura representa un coyote rojo mirando hacia el cielo y fue inaugurada, el 23 de abril de 2008 para celebrar el 45 aniversario de la fundación del municipio,el nombre de la escultura hace referencia a la etimología de Nezahualcóyotl.

## Historia y descripción
El complejo (que incluye la escultura Coyote en ayuno y su pedestal) tiene 40 metros de altura y 21 metros de ancho. Presenta un coyote de acero pintado de rojo que mira hacia el cielo. Fue creado por Enrique «Sebastián» Carbajal. La escultura pesa alrededor de 300 toneladas métricas (300 toneladas largas; 330 toneladas cortas) y se colocó sobre un pedestal de hormigón de 21 metros (69 pies) de altura. Se instaló en una rotonda entre la avenida Adolfo López Mateos y la avenida Pantitlán, en Nezahualcóyotl, Estado de México, donde anteriormente había estado un tanque de agua. Por su altura y colorido, la escultura se puede ver en todo Nezahualcóyotl.
La escultura fue encargada a Sebastián por el entonces alcalde de Nezahualcóyotl, Luis Sánchez Jiménez, con un presupuesto de 2 millones de pesos, y debía estar terminada en un año. El costo se elevó a 5 millones de pesos y se completó en tres años. El Coyote en ayuno fue inaugurado el 23 de abril de 2008 para celebrar el 45 aniversario de la fundación del municipio. Según Sebastián, los ojos miran hacia el este, para que el primer rayo de sol del 23 de abril pueda atravesar la órbita y la luz se proyecte sobre una placa conmemorativa, como un ritual prehispánico. Al momento de su inauguración, la escultura se convirtió en la más alta del país.
Además, el proyecto original incluía un espacio para crear un centro cultural y un museo, pero no se concretó. Para 2018, había planes para rehabilitar la escultura y colocar un museo, pero no se llevó a cabo por falta de presupuesto.

## Recepción
Como la mayoría de las obras de Sebastián, Coyote en ayuno recibió reacciones mixtas al estilo del artista. Muchos vecinos en un principio lo consideraron feo y desproporcionado, pero luego se convirtió en un hito del municipio.